# Prundu Bârgăului, Bistrița-Năsăud
Prundu Bârgăului (mai demult localitatea s-a numit Prundul Secului, germană Borgo-Prund, maghiară Borgóprund) este satul de reședință al comunei cu același nume din județul Bistrița-Năsăud, Transilvania, România.

## Etimologie
Asupra originii etimologice a cuvântului Bârgău au fost emise mai multe ipoteze. Dintre acestea amintim pe aceea a prof. Nicolae Drăgan, care consideră că acest cuvânt este de origine slavă, însemnând văgăună sau fundătură. De altfel, Valea Bârgăului este tocmai o astfel de înfundatură din care se poate ieși numai printr-o trecătoare. Tot de origine slavă sunt denumirile date Muntelui Miroslava și a râului Bistrița, alături de multe cuvinte care însoțesc viața pastorală. Totodată există și părerea că numele "Bârgău" provine de la sașii bistrițeni, din substantivul german "berg", care înseamnă "munte", sau din derivate ale acestuia.
Cuvântul prund pare să provină din slavonul prondŭ.

## Preistorie și istorie veche
Deși informațiile despre trecutul îndepărtat al acestei văi sunt puține și fragmentate, vestigiile arheologice atestă că Valea Bârgăului a fost locuită de la sfârșitul epocii neolitice sau începutul epocii bronzului și epocile imediat următoare. După cucerirea Daciei de către romani și colonizarea ei, stăpânirea romană s-a întins până la hotarul de vest al Văii Bârgăului. După retragerea stăpânirii romane acest ținut a fost călcat de diferite popoare migratoare de origine slavă (din secolul al VII-lea) și tătară de la care au rămas denumiri pătrunse în toponomia locală (ex. Bistrița, Tiha, Miroslava) sau cuvinte precum grapă, plug, budaca, știubei, toate de origine slavă.
Istoricul Iulian Marțian a fost de părere că în timpul invaziilor lor în Transilvania din anii 1241 si 1285, mongolii au trecut nu numai prin Pasul Rodnei ci și prin Pasul Bârgăului. Există se pare o legenda despre o victorie a localnicilor împotriva mongolilor invadatori într-o zi de sanziene precum și toponimele Tătarca Mare și Tătarca Mică ce denumesc două stânci.

## Evul Mediu
In sec. al XIII-lea si la inceputul sec.al XIV-lea, dupa ce a pătruns și a organizat Transilvania ca voievodat vasal, regalitatea maghiară caută să alipească și văile sub-montane. Cu prilejul acestor încercări este întocmit un act care constituie cel mai vechi document în care este atestat Bârgăul. 
Astfel, prima atestare documentară a Bârgăului cu numele de BORGO datează din 1317, când o comisie de funcționari ai comitatelor Dăbâca și Sonlocul Inferior fac o împărțire de proprietăți în Munții Bârgău între familiile nobiliare înrudite Bethlen și Apaffy. Această împărțire a munților nu se putea face decât în cazul în care membrii celor două familii aveau drept de proprietate asupra teritoriului Văii Bârgăului, ajunsă probabil un vechi cnezat de vale în timpul regelui Carol Robert de Anjou și domeniu feudal prin obișnuitul sistem al daniilor regale. După cucerirea Transilvaniei de către statul feudal maghiar (sec XI-XIII), populația Văii Bârgăului a fost după câte se pare transformată în iobagi iar teritoriul dăruit unor familii de mari feudali. Ei nu aveau drept să se mute de pe o moșie pe alta, decât cu învoirea stăpânului și erau chiar vânduți în calitate de oameni neliberi cu 40 până la 80 de florini. La 1386 Carol Robert, rege al Ungariei, printr-un act, întărește domiciliul Bârgăului pentru Gheorghe Bethlen, Petru Bethlen și Ladislau Apaffy. Aceste documente dovedesc iobăgirea populației de pe Valea Bârgăului.
În toată perioada feudalismului, cel mai frecvent fenomen în această zonă a fost fenomenul băjeniilor, explicabil datorită asupririi feudale.
În anul 1506 Valea Bârgăului a fost cumpărată de sașii bistrițeni de la contele Nicolae Bethlen, cu 600 de florini de aur. Din anul 1529 intră în stăpânirea Moldovei odată cu cetatea Bistriței (împreună cu Ciceul și Rodna), primită de Petru Rareș pentru ajutorul oferit voievodului Transilvaniei Ioan Zapolya, iar în anul 1552 Valea Bârgăului reintră în stăpânirea nobililor Bethlen. Între anii 1552-1783 teritoriu Văii Bârgăului este în proprietatea familiilor nobiliare Bethlen, din comitatul Dobâca, perioadă în care timp de 11 luni în anul 1600 a făcut parte din teritoriile controlate de Mihai Viteazul.
Primele așezări, Strâmba și Prund Sec, care alcătuiau Bârgăul Superior, au fost înființate în locurile mai ridicate, pe terasele superioare, unde apele nu ajungeau în timpul inundațiilor dese și de mari proporții din acele vremuri.

## Istorie modernă
Statutul acestei văi se schimbă odată cu conscripția militară din anul 1783 când, din dispoziția împăratului Iosif al II-lea, domeniul Borgo este răscumparat din proprietatea familiei Bethlen și încorporat Districtul Grăniceresc Năsăud, iar locuitorii eliberați din starea de iobăgie. În anul 1785, la cererea familiei Bethlen, aceasta este despăgubită de către autoritatea militară pentru averile locuitorilor acestor comune cu suma de 700 mii de florini dintre care 300 mii florini au fost achitați imediat, iar pentru restul de 400 mii a fost cedat domeniul fiscal Palvi (Păuliș) din Banat. Regimentul II de graniță fusese înființat de către Maria Tereza în anul 1762 dar comunele din Valea Bârgăului au fost militarizate doar în 1783, împăratul Iosif al II-lea luând decizia militarizării satelor de pe Valea Bârgăului cu ocazia vizitei pe care a făcut-o în districtul Rodnei la 1783.
Militarizarea ținutului era impusă de considerente de ordin militar. Curtea imperială de la Viena dorea să faciliteze comunicațiile și să ușureze accesul spre Bucovina al trupelor imperiale prin trecătoarea Bârgăului precum și să reducă contrabanda. Prin înrolarea localnicilor în regimentele grănicerești, efectivele unităților de linie și grănicerești au crescut. În militarizarea Bârgăului, spre deosebire de a Văii Someșului, nu a fost impusă condiția trecerii la greco-catolicism ca o cerință a Curții de la Viena. Aceasta dovedește că imperiul avea nevoie de întărirea granițelor de nord a Transilvaniei și că pentru aceasta era dispus să facă compromisuri.
Regimentul era format din 12 companii și era descentralizat, având Comandamentul general la Năsăud. Companiile erau repartizate pe văi, câte 3-4 comune la o companie. Borgo Prund făcea parte din compania III-a alături de Borgo Bistrița, Borgo Tiha și Borgo Mureșeni, iar Borgo Joseni, Borgo Mijloceni și Borgo Suseni constituiau compania IV.
După militarizare a început o instrucție severă, obișnuind bărbații cu mânuirea armelor, cu serviciul de frontieră și cu disciplina militară. Până la această dată, în toată valea existau numai două comune care sunt pomenite în toate descrierile acestui ținut și anume: Bârgăul de Jos și Bârgăul de Sus.
S-a făcut o sistematizare a comunelor, satele răspândite pe dealuri și sub munte fiind mutate de autoritățile militare de-a lungul văii, pe lângă Bistrita Ardeleană, iar din cele două Bârgaie, cel de sus și de jos, au luat ființă așezările Rusu Bârgăului, Josenii Bârgăului, Mijlocenii Bârgăului, Susenii Bârgăului, Prundu Bârgăului, Bistrita Bârgăului și Tiha Bârgăului, denumiri care s-au menținut până în zilele noastre. Din Bârgăul de Sus s-au desprins: Prundu Bârgăului, Tiha Bârgăului, Mureșenii Bârgăului, Bistrița Bârgăului.
În timpul graniței militare, s-au luat diferite măsuri care urmăreau ridicarea standardului de viață a locuitorilor din comunele militarizate, pentru a facilita îndeplinirea serviciului militar. S-au reparat drumurile, podurile, construindu-se și multe drumuri noi. De la anul 1783 până în 1788, s-a construit șoseaua națională peste Măgura, legând Valea Bârgăului cu Bucovina, înspre Vatra Dornei, asigurându-se astfel și legătura dintre Ardeal și Moldova. S-au luat măsuri pentru raționalizarea agriculturii, creșterea vitelor și s-a introdus cultura cartofilor. S-au sistematizat satele dărâmându-se casele resfirate pe coline și așezându-le în vale sau la marginea râurilor, formându-se astfel, comune noi cu aspect de ordine.
S-au constituit case comunale, introducându-se ordine în veniturile comunelor. În anul 1774 se dau ordine în privința administrării pădurilor înființându-se posturi de pădurari, iar în anul 1781 urmează noi instrucțiuni referitoare la paza și administrarea pădurilor.
În timpul revoluției de la 1848, Valea Bârgăului a fost teatrul unor operațiuni militare de mare anvergură ale regimentului II de graniță năsăudean împotriva revoluționarilor maghiari conduși de generalul Bem și cele imperiale (habsburgice), ambele tabere stabilindu-și la Prund cartierul de operațiuni.
În 1851 regimentele grănicerești au fost desființate iar grănicerii devin țărani cu obligația de a plăti "dare regească" pentru case și pământ. Terenurile deținute de foștii grăniceri au revenit statului. 
Comunele au început să se administreze liber, în conformitate cu interesele proprii, implicându-se în numeroase acțiuni cu scopul emancipării naționale a românilor. În această direcție se înscrie memoriul înaintat de comunele Văii Bârgăului, Curții imperiale de la Viena în 1860 și Dietei de la Sibiu în 1864.
Localitatea Prundu Bârgăului a servit mereu ca centru de plasă, pretorul avându-și reședința aici, ca și judele cercual care reprezenta puterea judecătorească.
Cu ocazia războiului de independență a României din 1877-1878, bârgăuanii și-au arătat afecțiunea față de frații lor de peste Carpați prin intermediul "Subcomitetului damelor romane" din Prundu Bârgăului și acțiunea doctorului Mureșan, tot din Prundu Bârgăului, care aduna subscripții de la locuitorii satelor de pe întreaga vale.
Mișcarea memorandistă din 1892 a avut un puternic ecou în rândurile intelectualității din Prundu Bârgăului, unii dintre ei fiind târâți în cunoscutul proces al "replicei", determinat de acțiunile de solidaritate manifestate față de autorii Memorandumului, judecați și condamnați la pedepse severe.
In anul 1867 prin încheierea pactului dualist, se formează Imperiul Austro Ungar, Transilvania își pierde autonomia și este înglobată politic și administrativ Ungariei. Începe o perioada în care se întărește exploatarea exercitata de nobilimea și burghezia maghiara. În anul 1876, Districtul Românesc al Năsăudului este desființat, teritoriul său fiind înglobat Districtului Bistriței, cu care formează Județul Bistrița Năsăud. Valea Bârgăului se organizează în plasa Iad, cu sediul la Prundu Bârgăului.
În anul 1898 a fost finalizată construcția căii ferate pe distanța Bistrița – Bistrița Bârgăului, care a facilitat transportul persoanelor și a mărfurilor, îndeosebi materialul lemnos exploatat din pădurile locale.

## Istorie contemporană
Primul război mondial a adus și pentru bârgăuani o serie de neajunsuri. În afara faptului ca s-au făcut rechiziții de animale și că fiecare familie a fost obligată să suporte impozite, bărbații incorporabili au fost obligați să participe la război, în unități care au luptat pe fronturile din Galiția și Italia. 334 de militari de pe Valea Bârgăului înrolați în armata austro-ungară și-au pierdut viața pe fronturile din Italia, Serbia, Ungaria sau în lagărele rusești. Locuitorii au ridicat în anul 1935 Monumentul Unirii, menit să amintească jertfa celor care prin tributul lor de sânge au făcut să triumfe Marea Unire. Monumentul care avea înscrisă dedicația "cinste vouă celor ce ne-ați dat unirea" a fost distrus de hortiști în toamna anului 1940. 
Pe Valea Bârgăului războiul a generat numeroase frământari ce vor culmina în 1918 cu constituirea Consiliului Român Local și a Gărzii Naționale. Consiliul Local și-a trimis reprezentanții la Marea Adunare Națională de la Alba Iulia.

### Al doilea război mondial
În toamna anului 1944, în contextul retragerii trupelor ungare din fața trupelor române și sovetice, a avut loc o acțiune de agresiune împotriva populației românești civile. În seara zilei de 10 octombrie 1944, sub presiunea armatelor aliate care înaintau spre Valea Bârgăului, trupele ungare au fost nevoite să se retragă. În aceeași seară, după ora 22:30, ca răzbunare pentru retragerea silită și ca pedeapsă pentru atitudinea ostilă pe care au simțit-o pe perioada ocupației, trupele ungare au executat un grup de 7 români, șase bărbați și o femeie: Pavel Costea-71 de ani, Vasile Rațiu-41 ani, Leon Vlad-50 ani, Simion Rogina-47 de ani, George Popandron-63 de ani, Lucreția Tanca-24 de ani și preotul Augustin Pop din Mijlocenii Bârgăului. Preotul primul impușcat în ceafă, a căzut în groapa comună dar nu a murit. Dupa execuție a reușit să se târască afară și sa-și salveze viața, fiind singurul supraviețuitor din grup. Acestor martiri li s-a ridicat la locul execuției o troiță, iar în anul 1992, un monument în centrul comunei.

### Perioada comunistă
În iarna anului 1956, inspirat din evenimentele din Ungaria, tânărul (24 ani) locotenent Teodor Mărgineanu, ofițer din regimentul de artilerie de la Prundu-Bârgăului, a fost inițiatorul unei acțiuni anticomuniste. Planul acestuia era ca în noaptea de 17/18 decembrie 1957 să se autopromoveze colonel (chiar și-a cumpărat stele pentru acest rang) și să preia controlul unității militare prin arestarea ofițerilor, apoi dorea înarmarea propriilor oameni și convingerea soldaților încă neimplicați. Ar fi urmat eliberarea deținuților politici din închisoarea din Bistrița (alte surse susțin că intenționa să atace și închisoarea din Gherla) și marșul spre București în două coloane care întărite cu militarii și civilii care i-ar fi urmat. Unul dintre cei implicați în conspirație era omul Securității și a raportat imediat planul, arestările începând imediat. Mărgineanu a reușit inițial să scape, dar a fost prins și închis la Gherla, fiind condamnat la moarte și executat. Peste douăzeci de alte persoane implicate în complot au fost arestate și torturate, majoritatea primind pedepse grele.

## Geografie
Prundu Bârgăului este situat la 47 grade latitudine nordică și 25 grade longitudine estică. Se învecinează la nord cu comuna Leșu, la vest cu comuna Josenii Bârgăului, la sud cu comuna Livezile, la sud-est cu comuna Bistrița Bârgăului, iar la est cu comuna Tiha Bârgăului.
Prundu Bârgăului ocupă partea centrală a Văii Bârgăului, vale ce separă Munții Bârgăului din nordul ei de Munții Călimani din sud, într-o largă depresiune formată din confluența râului Tiha cu râul Bistrița Ardeleană, la o altitudine medie de 550 m.
Străjuită de cel mai înalt vârf al Muntilor Bârgăului, vârful Heniu Mare (1610,50 m), satul este situat la 23 km de municipiul Bistrița, reședința județului Bistrița-Năsăud și la 62 km de orașul Vatra Dornei. Munții Bârgăului sunt munți joși, cu structura cutată în pânze din fildeș paleogen, cu suprafețe de denuntiție dominate de maguri vulcanice. Relieful lor este deci sedimentaro-eruptiv.
Munții Călimani, situați la limita de sud-est a comunei și la o distanță mai mare de 20 km, sunt alcătuiți din roci vulcanice. Piemontul Călimanilor este o zonă de dealuri alcătuită din bolovănișuri andezitice, nisipuri și pietrișuri ce coboară în trepte spre zona depresionară.
Dealurile Prislopului sunt situate în nord-vest, la periferia Munților Bârgăului, au altitudinea de 500-600 m, fiind alcătuite din roci luto-argiloase impermeabile.
Regiunea montană din nordul comunei face parte din lanțul carpatic născut printr-o lungă evoluție geologică începută inainte de paleozoic și continuată până în cuaternar. Munții au înălțimi mici și mijlocii, relieful fiind dominat de numeroase "măguri" cu forme conice sau ușor alungite, care au străpuns cuvertura sedimentară (marne, argile, gresii). Cele mai importante maguri sunt Heniul Mare (1610,5 m), Miroslava (1606 m) și Muncelul (1533 m)
Alcătuiți din roci sedimentare și eruptive (andeziți), Muntii Bârgăului au suferit neteziri în decursul epocilor geologice astfel încât relieful actual prezintă suprafețe de modelare în trepte descendente spre vest, către bazinul Transilvaniei.
Formațiunile eruptive sunt bine împădurite, contrastănd cu cele acoperite cu pajiști și fănețe pe care s-au stabilit gospodăriile bărgauanilor.
Unitățile morfologice care compun vatra satului sunt lunca și terasele.Terasele au o pătura de acumulare aluvionară, grosimea aluviunilor depășind 3-4 m, aluviuni alcătuite din pietrișuri andezidice care sunt importante pentru economia zonei. Pe lunci și terase sunt și zonele agricole cultivate sau folosite pentru pățunat și fânețe. Prin orizontalitatea lor, ele constituie un terasament natural pentru șosele și căi ferate, comunicațiile fiind astfel mult înlesnite.

### Climă
Prin poziția sa geografică, satul Prundu Bârgăului se încadrează în sectorul cu clima continentală moderată, supus deseori aerului polar maritim cu o activitate frontală frecventă. Comuna este străbătută de izoterma anuală de +8 5 gr. C în regiunea de vale și izoterma anuală de +5 gr. C, în regiunea de munte.
Temperatura medie anuală variază între +8,8 si +9 gr. C. În anii 1949,1951 și 1958 s-au înregistrat cele mai ridicate valori medii anuale (+9,5 - +10,2 gr. C, iar în anii 1964, 1965 si 1969 cele mai scăzute valori medii anuale (+7,1 - +7,7 gr. C).
Mersul anual al temperaturilor aerului este tipic continental, cu o maximă în luna iulie și o minimă în luna ianuarie. Valori extreme au fost înregistrate la 16.08.1952 (+37,6 gr. C) și la 18.01.1965 minima absolută de -33,8 gr. C. Timp de șase luni pe an, temperaturile medii se mențin sub 0 gr. C.

### Ape, floră și faună
Hidrografic, teritoriul apartine bazinului Bistrita, care traverseaza comuna de la est la vest. 
Rețeaua hidrografică este tributară râului Bistrița Ardeleană și numai pe o foarte mică porțiune și altor bazine hidrografice. Întreg bazinul hidrografic al Bistriței Ardelene este tributar râului Șieu care își varsa apele in Someșul Mare. Unele ape poartă denumiri determinate de anumite caractere fizico-geografice, ca de pildă: Colbu, Făgetelu, Izvorul Lung, Arinișul, Repedele, Șoimul de Jos și Șoimul de sus.
Vegetația zonei Bârgăului reflectă în mare măsură particularitățile reliefului. Comuna Prundu Bârgăului fiind situată într-o zonă cu relief predominant deluros-muntos, este acoperită cu o vegetație etajată, foarte eterogenă. Relieful, prin dispunerea în trepte morfometrice, crează condiții pentru o zonare altitudinală a vegetației, zonare la care participă în mare măsura clima, solurile și structura geologică.
La aceasta se adaugă și acțiunea antropică din ultimele două secole în sensul extinderii suprafețelor cultivate în detrimentul zonelor împădurite care ocupă zonele înalte ale comunei (între 750 m și 1611 m).
Înălțimile de peste 1500 m cu precipitații abundente sunt ocupate de molidișuri pure. Pădurea umbroasă de molid adăposteste sub ramurile ei ferigi, măcrișul iepurelui, perișor, afin Luminișurile și poienile sunt ocupate de vegetație ierboasă, în special graminee în amestec cu alte ierburi.
Pădurile de fag ocupă cele mai mari suprafețe (peste 1000 ha), mai ales în nordul comunei unde făgetele de altitudine mare ocupă cea mai mare parte a masivului Heniu, continuându-se spre sud la o altitudine de cca. 750 m unde se întind fănețele presărate cu mesteăcan, alun și fag în amestec numite de localnici prisacă.
În pădurile de fag se observă o stratificare a vegetației:un strat al tufișurilor, un strat al ierburilor și un strat al mușchilor și ciupercilor. În aceste păduri, primăvara apar ghioceii și brebeneii. Pășunile și fânețele constitue un brâu lat, discontinuu în jurul munților. Covorul verde este plin de flori colorate, de primăvara până toamna, cum ar fi: margarete, clopoței, aglice, garofițe, cicoare, sunătoare etc. La baza molidișurilor pure apar pădurile de fag în amestec cu rășinoase.
Fauna
Munții Bârgăului se înscriu printre regiunile cu fauna bogată. În pădurile dese s-au menținut până la sfârșitul secolului XVIII nuclee de zimbri.
Fauna actuală este reprezentată prin următoarele specii: ursul carpatic, mistrețul, căpriorul, cerbul, iepurele și veverița, iar dintre carnivore lupul, vulpea, râsul, pisica sălbatică, jderul de copac și jderul de piatră. Au mai fost semnalate exemplare de vidră, dihor și nevăstuică. Prin pădurile de fag ca și în zonele de vale, este întalnit în mod frecvent ariciul.
Fauna ornitologică este reprezentată de cocoșul de munte, acvila de munte, acvila mică, corbul, cocoșul de mesteacăn - declarat monument al naturii datorită rarității sale -, potârnichea, vrăbia, cioara, ciocănitoarea, cinteza, pițigoiul, scorțarul, gaița, graurul, mierla, sturzul, cucul, rândunica, codobatura, șoimul, uliul, bufnița, cocoșul de munte, acvila mică, acvila țipătoare mare, corbul, ciuful, cucuveaua, stăncuța, coțofana etc. și  alte păsări specifice zonei de deal și de munte.
Pe terenurile agricole sunt specifice rozătoarele mărunte, iar la marginea poienilor este frecvent întâlnit șoarecele de pădure. Podul bisericii din Prundu Bârgăului adăpostește în timpul verii o colonie de circa 1.000 de lilieci din specia Myotis myotis (liliacul mare comun).
În ce privește fauna ihtiologică, în râul Bistrița Ardeleană se întalnește mreana, scobarul, cleanul, lipanul și păstrăvul, care ajunge în apele comunale iarna și primavara timpuriu și apoi se retrage în amonte, în zona sa. Cel mai răspândit pește din zonă este mreana vânătă care a înlocuit în cea mai mare parte lipanul, foarte răspândit acum câteva decenii.
Sunt ocrotite de lege următoarele: furnica roșie, melcul, fluturele Apollo, rasul, acvila de stâncă, cocoșul de mesteacăn, cocoșul de munte si vulturul.

## Plante ocrotite de lege
Următoarele plante sunt ocrotite de lege: Bulbucii de munte, Vulturica, Zada sau Laricele, Tisa, Rusulița.

## Demografie
Conform recensământului efectuat în 2011, populația comunei Prundu Bârgăului se ridică la 5.633 de locuitori, în scădere față de recensământul anterior din 2002, când se înregistraseră 6.385 de locuitori. Majoritatea locuitorilor sunt români (95,74%). Pentru 3,82% din populație, apartenența etnică nu este cunoscută.
Din punct de vedere confesional, majoritatea locuitorilor sunt ortodocși (94,69%). Pentru 3,94% din populație, nu este cunoscută apartenența confesională.
După 1989, pe fondul situației economice dificile, a crescut progresiv numărul locuitorilor care au plecat la muncă în străinătate. Numărul emigranților a crescut în special după întegrarea în 2007 a României în Uniunea Europeană și mai ales după liberalizarea pieței de muncă UE pentru cetățenii români. Așa se explică faptul că aproape din fiecare gospodărie există membri de familie plecați la muncă în Spania, Italia, Irlanda, Germania, Austria, Ungaria, etc.

## Economie
În 2018, în comuna Prundu Bârgăului existau peste 140 de societăți având ca principale obiecte de activitate domeniile: producerea de elemente de răcire, prelucrarea lemnului, prelucrarea laptelui, reparații și întrețineri, turism și servicii.

### Industria
Fabrica de Hârtie
În anul 1768 a fost înființată la Prundul Bârgăului o moară de hârtie, prima din Transilvania. Aflată la început în mâinile unor proprietari privați, din anul 1783 ea trece în proprietatea Regimentului al II-lea de graniță năsăudean. Hârtia produsă la Prund era de calitate destul de bună și în cantitate suficientă pentru acele vremuri. Materia primă folosită la producerea hârtiei o constituia cârpele sortate și măcinate până formau o pastă. La sfârșitul secolului al XVII-lea și începutul secolului al XIX-lea avea uneori ca filigran stema cu două capete de vultur și antetul Borgo, alteori Borgo Prund F.III/Zwinfr. La jumătatea sec. al XIX-lea întâlnim ca filigran cuvântul Borgo, anul și numărul lotului de fabricație. 
În anul 1860, prin montarea primei mașini cu sită rotundă, moara se transformă în fabrică și se trece de la producția manufacturieră la cea industrială. În toamna anului 1918 fabrica de hârtie a fost incendiată de trupele austo-ungare în retragere.
În anul 1921 Banca Comercială din Cluj preia fabrica și face o serie de investiții. Acum se produceau doar hârtii groase de calitate superioară. Fabrica a  fost oprită din cauza nerentabilității în 1928. În anul 1933 a fost preluată de o nouă societate pe acțiuni, „Prima fabrică de hârtie din Ardeal” iar din anul 1937 fabrica a început să producă hârtie din pastă de lemn. 
În timpul ocupației ungare (1940-1944) fabrica a fost patronată de comitele suprem al județului, acționarii principali fiind evrei care însă au fost deportați în lagăre de exterminare de unde nu s-au mai întors. La 10 octombrie 1944 armatele germane și ungare au incendiat fabrica. În anul 1948, în urma legii de naționalizare, prin adresa nr. 11942 din 19 iunie 1948 a Ministerului Industriei - Direcția hârtie, fabrica de hârtie este trecută în proprietatea statului. În anul 1948 începe reconstrucția instalațiilor fabricii distruse de război. Din 1950, fabrica va începe să producă din nou sub numele Fabrica de Hârtie „Bernarth Andrei", iar din 1968 își schimbă numele în Fabrica de hârtie „Bistrița”. În anul 1991 a fost privatizată și a funcționat sub denumirea S.C. HICART S.A. până în 2000, când a intrat în faliment, apoi în lichidare, în anul 2004.
RAAL
În 2007, pe locul fostei fabrici de hârtie a fost construită o fabrică pentru sisteme de răcire a companiei bistrițene RAAL SA, aceasta devening cel mai mare agent economic privat din comună. RAAL este un producător de sisteme de răcire și schimbătoare de căldură din aliaje de aluminiu și oțel inoxidabil, în construcție brazată: radiatoare, răcitoare de ulei, răcitoare de aer, răcitoare de combustibil, condensatoare,  destinate aplicațiilor în agricultură, construcții, industrie și auto. În 2015 RAAL  a inaugurat la fabrica din Prundu Bârgăului o nouă secție de producție destinată fabricării structurilor  metalice.
După 1990, o activitatea care s-a extins de la an la an a fost producția și comercializarea de canapele și fotolii, confecționate în ateliere proprii, însă această activitate a înregistrat un declin în următorii ani.

### Agricultura
Ocupatia de baza a locuitorilor din Prundu Bârgăului a constituit-o agricultura, zootehnia, în special cresterea oilor, exploatarea și prelucrarea lemnului, țesutul , cusutul, cojocăritul, pomicultura. Agricultura și zootehnia asigură în general doar o aprovizionare de subzistență în majoritatea gospodăriilor.

### Comerțul și retailul
Deosebit de important pentru comună și pentru întreaga vale a Bârgăului a fost înființarea prin Diploma Împăratului Iosif al II-lea, dată în anul 1785, a primului Târg săptămânal al Văii Bârgăului. Târgul avea loc în fosta Piața Capitală (actualul Parc cu castani), între biserică și vechiul Hotel și restaurant grăniceresc . Târgul se ține și acum în fiecare zi de sâmbătă a anului, cu excepția sâmbetei  dinaintea zilei de Paști, când se ține vinerea.  
Magazinelor mici, caracteristice anilor '90, li s-au adăugat după 2010 câteva supermarket-uri.

### Serviciile
În comună își desfășoară activitatea un centru spa și de agrement mai multe restaurante, farmacii, servicii de reparații și transporturi auto, cablu și internet, precum și o serie de agenții bancare (ex. BRD, BCR). Totodată meșteri zidari, tâmplari, constructori, instalatori și multe alte meserii își au un loc bine consolidat în comună.

### Turism
Zonele de interes turistic sunt în principal: Munții Bârgaului și Parcul Național Munții Călimani. În satul Prundu Bârgăului există un centr spa și de agrement.

## Infrastructura
Drumul National DN 17 traverseaza Valea Bîrgăului, făcând legătura Ardealului cu Bucovina prin pasul Tihuța. Satul Prundu Bîrgăului este străbătut de DN17D (inclus în drumul european E58), drum betonat.
La 2 km de intrarea în comuna Bistrița Bârgaului, din DN 17 se desprinde drumul judetean DJ 173A, drum asfaltat, care merge până la Colibița, având o lungime totală de 24,6 km.
Paralel cu DN17 există calea ferată strabatuta de un tren personal pe ruta Bistrița- Bistrița Bîrgăului, cu două halte în comuna Prundu Bârgaului. 

## Politică și administrație
Comuna Prundu Bârgăului este administrată de un primar și un consiliu local compus din 15 consilieri. Primarul, , de la , a fost ales în . Începând cu alegerile locale din 2016, consiliul local are următoarea componență pe partide politice:
|  | Partid                    | Consilieri | Componența Consiliului | Componența Consiliului | Componența Consiliului | Componența Consiliului | Componența Consiliului | Componența Consiliului | Componența Consiliului | Componența Consiliului | Componența Consiliului | Componența Consiliului | Componența Consiliului | Componența Consiliului | Componența Consiliului |
|  | ------------------------- | ---------- | ---------------------- | ---------------------- | ---------------------- | ---------------------- | ---------------------- | ---------------------- | ---------------------- | ---------------------- | ---------------------- | ---------------------- | ---------------------- | ---------------------- | ---------------------- |
|  | Partidul Social Democrat  | 13         |                        |                        |                        |                        |                        |                        |                        |                        |                        |                        |                        |                        |                        |
|  | Partidul Național Liberal | 2          |                        |                        |                        |                        |                        |                        |                        |                        |                        |                        |                        |                        |                        |

## Transport
Transportul public este asigurat de mai multe firme de transport care efectuează curse interne și internaționale, existând de asemenea servicii de taximetrie.

## Cultură
Festivaluri
Comuna Prundu Bârgăului dispune de două cămine culturale și o bibliotecă comunală. În Prund funcționează Fundația Culturală "Valea Bârgăului" a cărei activitate mai importantă este organizarea Simpozionului Cultural al Văii Bârgăului, manifestare tradițională începută în anul 1971 și realizată fără întrerupere. In activitatea sa, această fundație cercetează trecutul istoric al Văii, obiceiurile, tradițiile, face propuneri de viitor.

### Clădiri
Clădiri grănicerești din satul Prundu Bârgăului, realizate înainte de 1800:
- Localul actualei primării, fostă "Casa Maiorului", sediul regimentului grăniceresc din Valea Bârgăului;
- Clădirea Școalii Generali clasele I-IV, fostă "Hotel și restaurant grăniceresc";

Fostul Hotel-restaurant grăniceresc se află situat în actualul Parc cu castani (fosta Piața Capitală), unde a fost înființat primul Târg săptămânal al Văii Bârgăului, între biserică și vechiul hotel, prin Diploma Împăratului Iosif al II-lea, dată în anul 1785, al cărei original se află la Arhivele Naționale Bistrița – Năsăud.
- Biserica ortodoxă "Sfântul Nicolae" din satul Prundu Bârgăului, construcție 1837, renovată în 1879, zugrăvită în exterior în 1973. Biserica are o arhitectură de sorginte catolică, ea fiind construită după un model al unei biserici din Viena[21].

Deosebit de important pentru comună și pentru întreaga vale a Bârgăului a fost înființarea prin Diploma Împăratului Iosif al II-lea, dată în anul 1785, a primului Târg săptămânal al Văii Bârgăului. Târgul avea loc în fosta Piața Capitală (actualul Parc cu castani), între biserică și vechiul Hotel și restaurant grăniceresc . Târgul se ține și acum în fiecare zi de sâmbătă a anului, cu excepția sâmbetei  dinaintea zilei de Paști, când se ține vinerea.  
Practica oieritului a născut unul dintre cele mai frumoase obiceiuri de primăvară: "Măsura oilor". Atunci oamenii își mulg oile și măsoară cantitatea de lapte pe baza căreia vor primi brânza și urda. La încheierea mulsului, cei prezenți, proprietari de oi și invitați se așează pe iarba proaspătă, scot
merindea (cozonaci, plăcinte, carne de miel, țuică fiartă și alte bunătăți). Apoi oile pleacă la munte, unde se face stâna și unde vor rămâne până aproape de 14 octombrie, dată numită "vinerea mare", când oile sunt readuse la casele lor.

## Educație
Prima școală s-a înființat în anul 1786, numită mai întâi Școala Trivială (pentru că se predau trei materii: citit, scris și socotit), iar mai târziu a devenit Școală Fundațională, pe baza statutelor ce reglementau folosirea fondului școlar central și de stipendii.
Școala Trivială era o școală primară cu caracter superior în care s-a predat în limba română până în anul 1836 când s-a introdus învățământul în limba germană iar apoi, în 1871 s-a introdus obligativitatea învățământului în limba maghiară. Așadar la Prundu Bârgăului se învăța în trei limbi: româna ca limbă maternă, germana ca limbă folosită în armată și maghiara ca limbă oficială de stat.
Organele școlare de control erau la început o comisie compusă dintr-un ofițer al Statului Major, vicarul districtului și directorul Școlii
Normale din Năsăud, comisie care raporta anual starea școlii către Comanda Generală de la Sibiu, care la rândul ei înainta rapoarte către Consiliul
de război austriac. După 1851, directorii de școli înaintau singuri rapoarte la Sibiu. Mai apoi s-a introdus ca organ de conducere Curatorul școlii, iar mai apoi Senatul școlii.
Incepând cu anul școlar 1948-1949 se generalizează învățământul obligatoriu de 7 clase, iar din 1961 ia ființă Liceul de cultură generală, care a trecut prin fazele cunoscute ale timpurilor: liceu teoretic, școală medie mixtă, liceu industrial, iar apoi s-a unite cu Școala profesională de arte și meserii,  devenind Grupul Școlar Prundu Bârgăului, primind numele Radu Petrescu, al scriitorului care a predat aici limba română între anii 1952-1954.
În 20 octombrie 1959 a fost înființată Casa de Copii Școlari din Prundu Bârgăului, prin decizia Nr.798 a Sfatului Popular al Regiunii Cluj, în locația fostei Unități Militare de Vânători de Munte Nr. 03425 prin comasarea caselor de copii din Turda, Cluj, Sâncrai, Aiud și Bistrița.. Instituția avea rolul de ocrotire a minorilor ai căror părinți au decedat (copii orfani), erau necunoscuți, sau ai căror părinți nu aveau condiții de întreținere în familie.

## Sănătate
La Prund a fost înființată una dintre primele farmacii din Transilvania: Farmacia "La îngerul păzitor" ("Zum Engelschutz"), fondată în 1874 de către renumitul pomolog Albert Wachsmann. Farmacia a reprezentat un important centru de sănătate, cultură și de viață economică.
În prezent la Prundu Bârgăului există un dispensar medical și 4 farmacii.

## Sport
Localitatea dispune de un stadion amplasat în apropierea râului Bistrița, unde se desfășoară în principal meciurile de fotbal ale echipei locale.
Totodată sport se poate face pe terenurile de handbal și în sala de sport a liceului.

## Atracții turistice
- Biserica ortodoxă "Sfântul Nicolae" din satul Prundu Bârgăului, construcție 1837
- Monumentul din centru, ridicat în cinstea locuitorilor Văii Bârgăului căzuți în cele două războaie mondiale;
- Troița de pe Strada Martirilor, închinată celor 7 persoane ucise în septembrie 1944, de către trupele ungare în retragere;

Atracții turistice în apropiere:
- * Rezervația naturală Piatra Fântânele (5 ha).
- Castelul – Hotel Dracula, situat la cca. 25 km de localitatea Prundu Bârgaului, în localitatea Piatra Fântânele, în Pasul Tihuța prin care se face legătura cu Bucovina, prin drumul European E-58. Aici este o partie de schi moderna
- Stațiunea, lacul de acumulare, barajul hidroenergetic și hidrocentrala de la Colibița, situate la 16 km de Prundu Bârgăului
- Trasee montane în Munții Bârgău
- Parcul Național Munții Călimani

## Personalități
- Emanoil Beșa (d.1919), deputat în Marea Adunare Națională de la Alba Iulia 1918

## Vezi și
- Biserica de lemn din Prundu Bârgăului

## Imagini

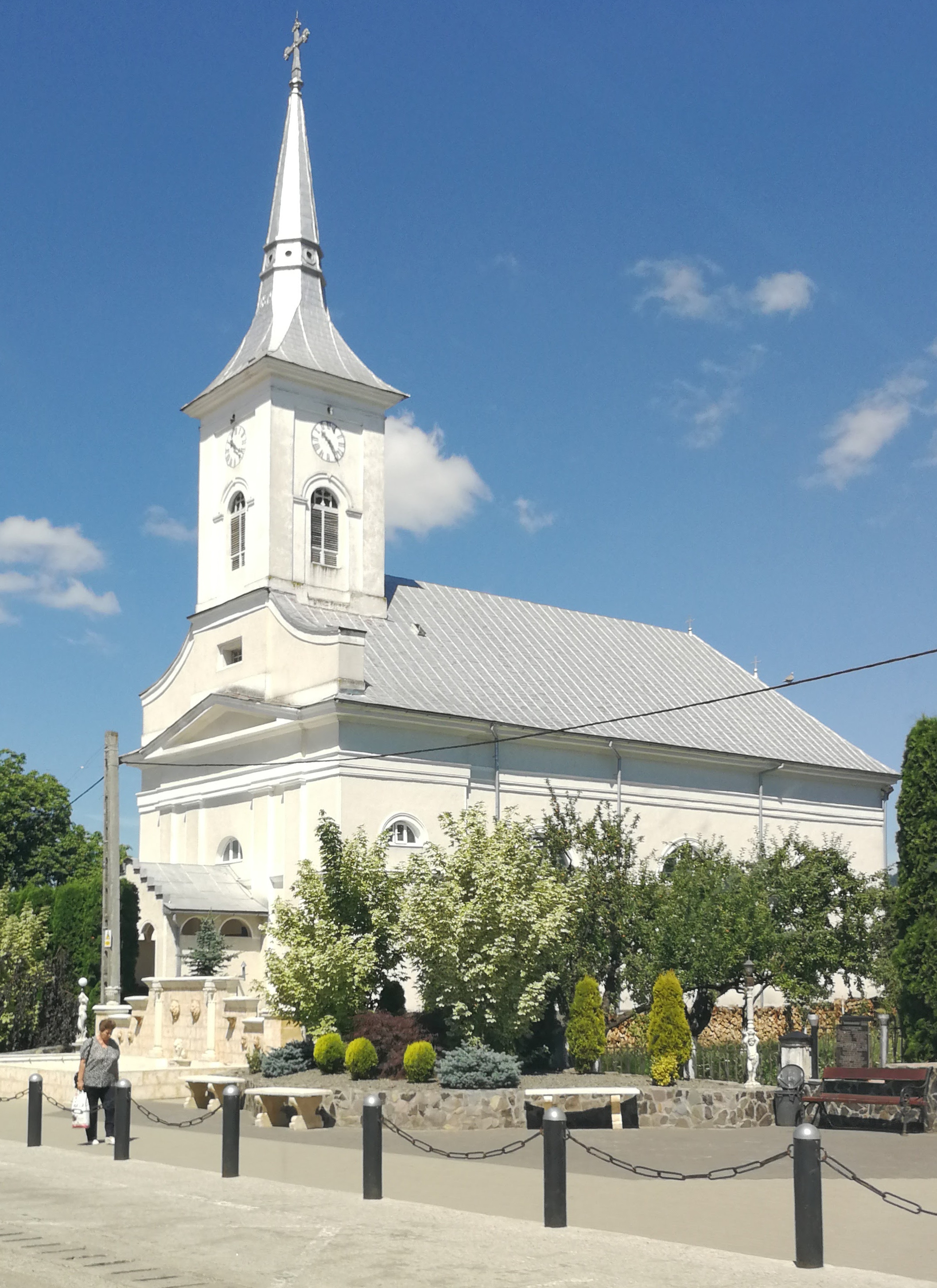
Biserica „Sfântul Nicolae”
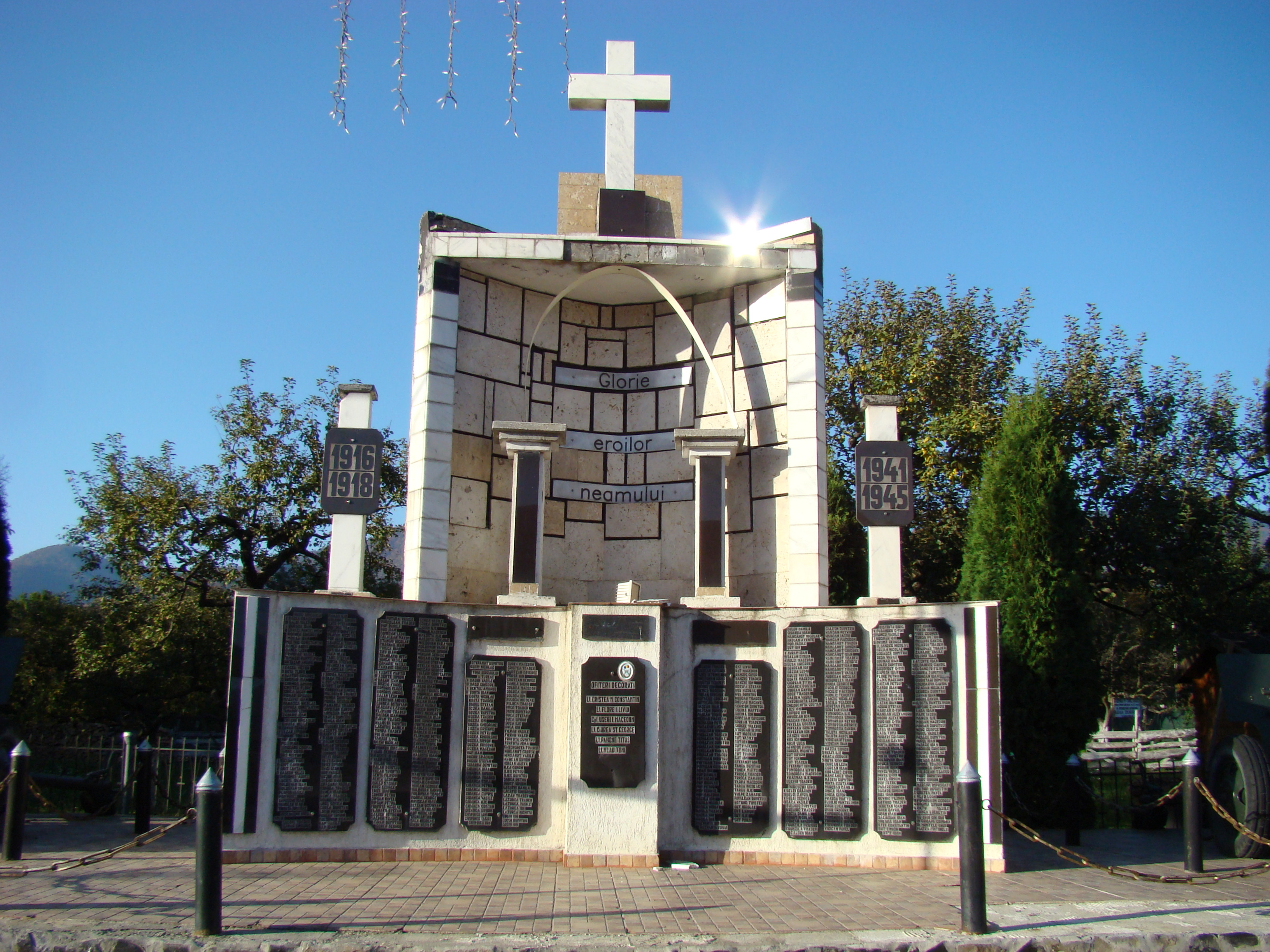
Monumentul eroilor
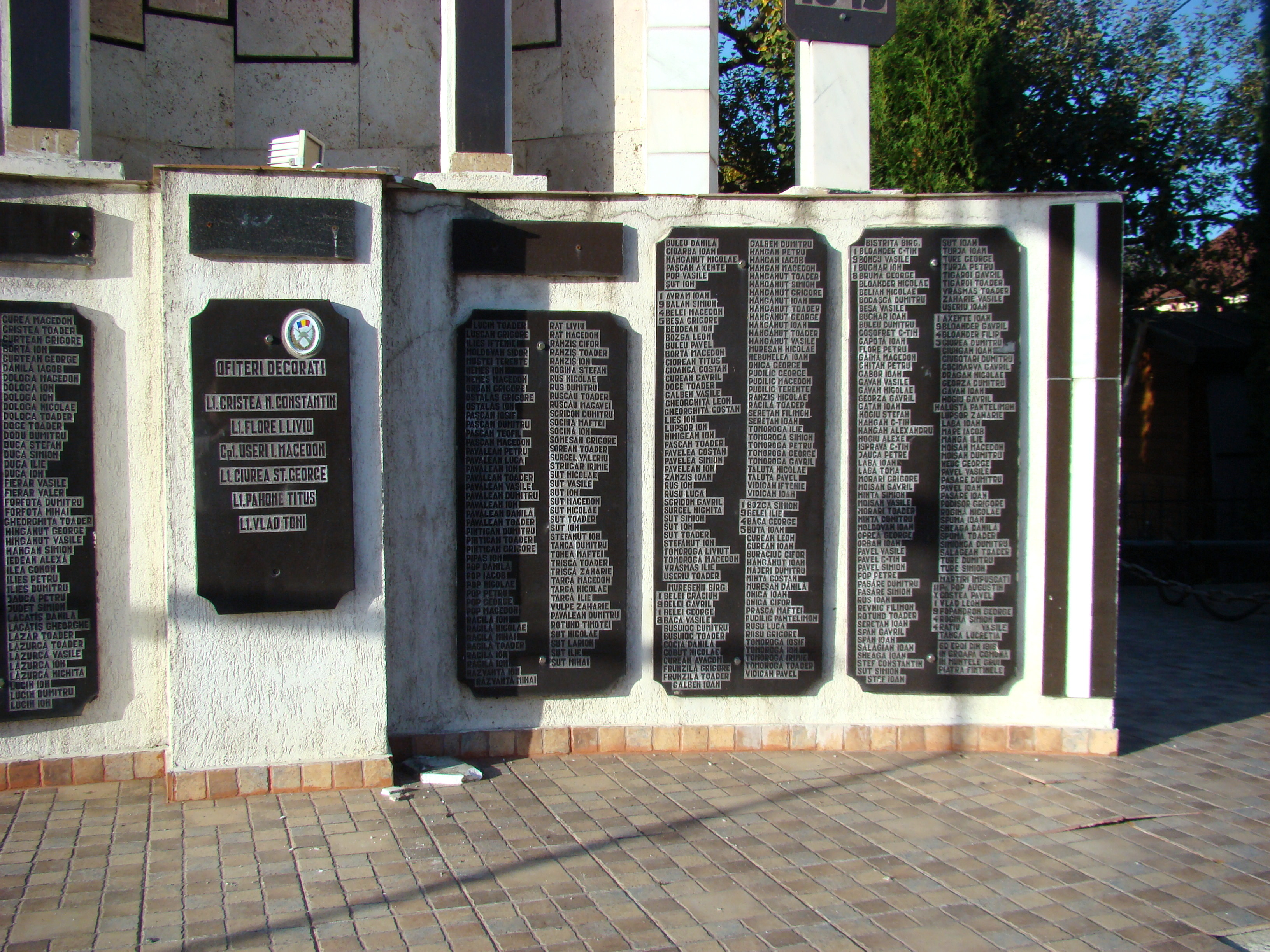
Monumentul eroilor (detaliu)
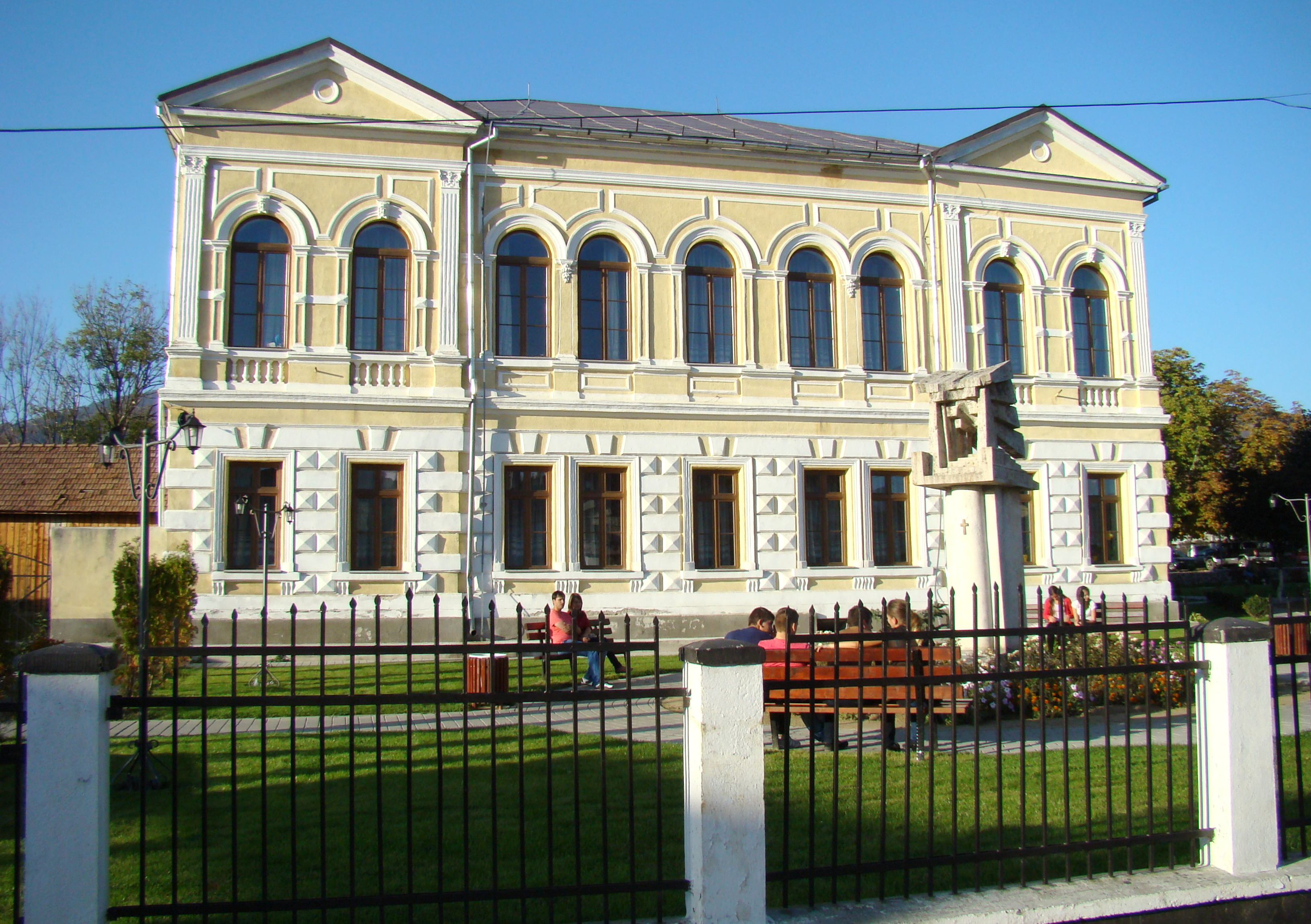
Hotel grăniceresc, azi Școala Generală cl I-IV
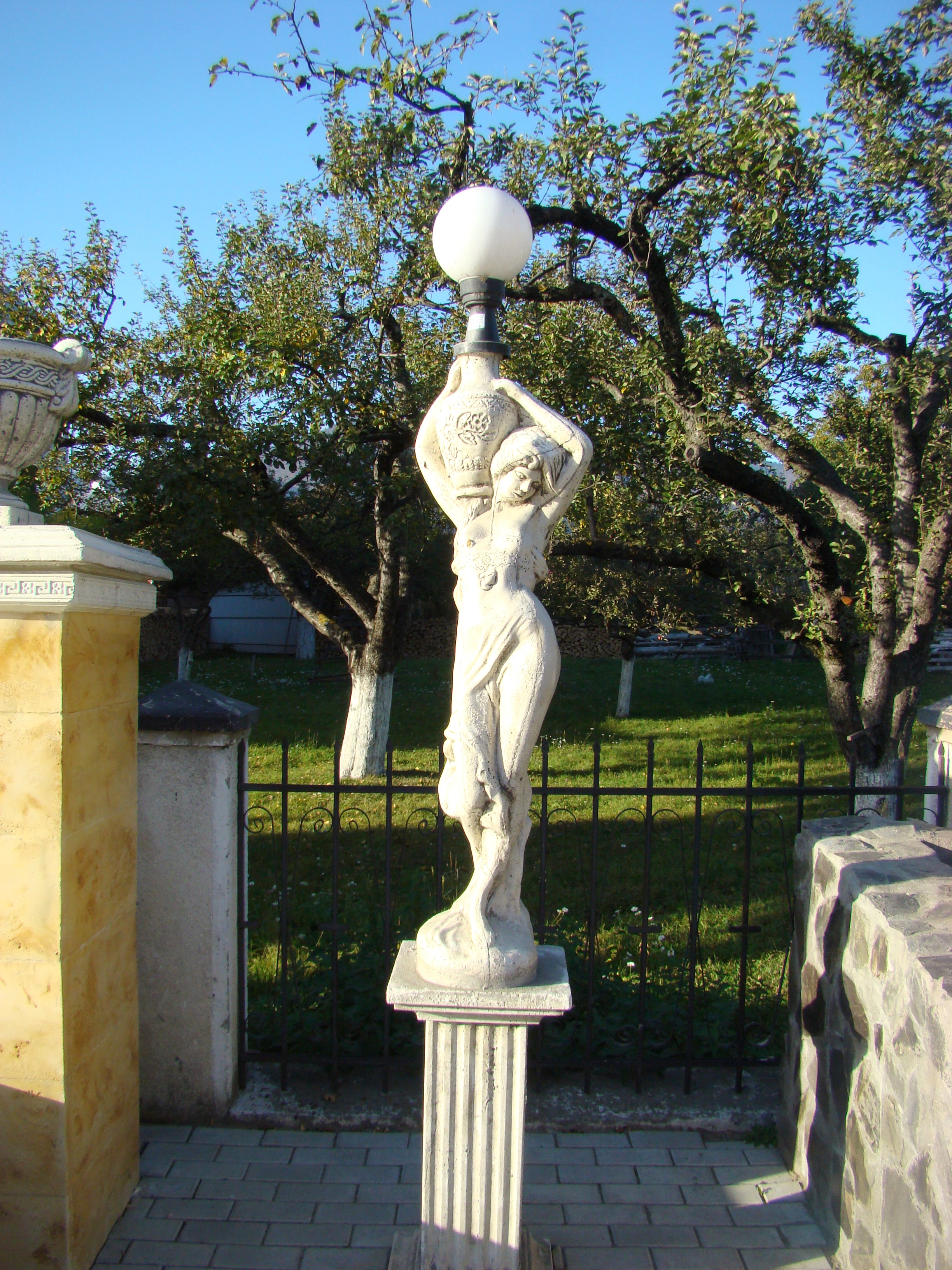
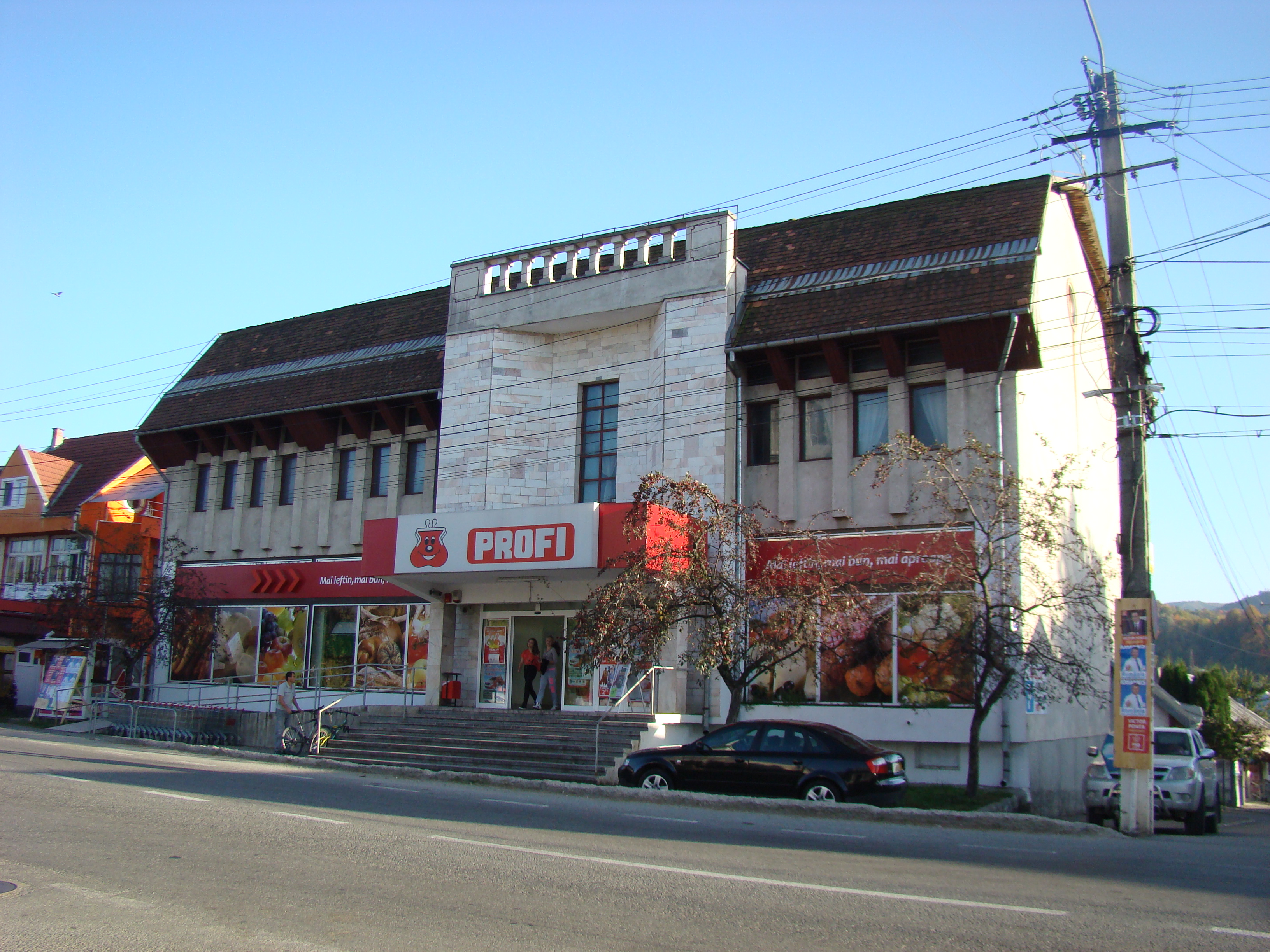
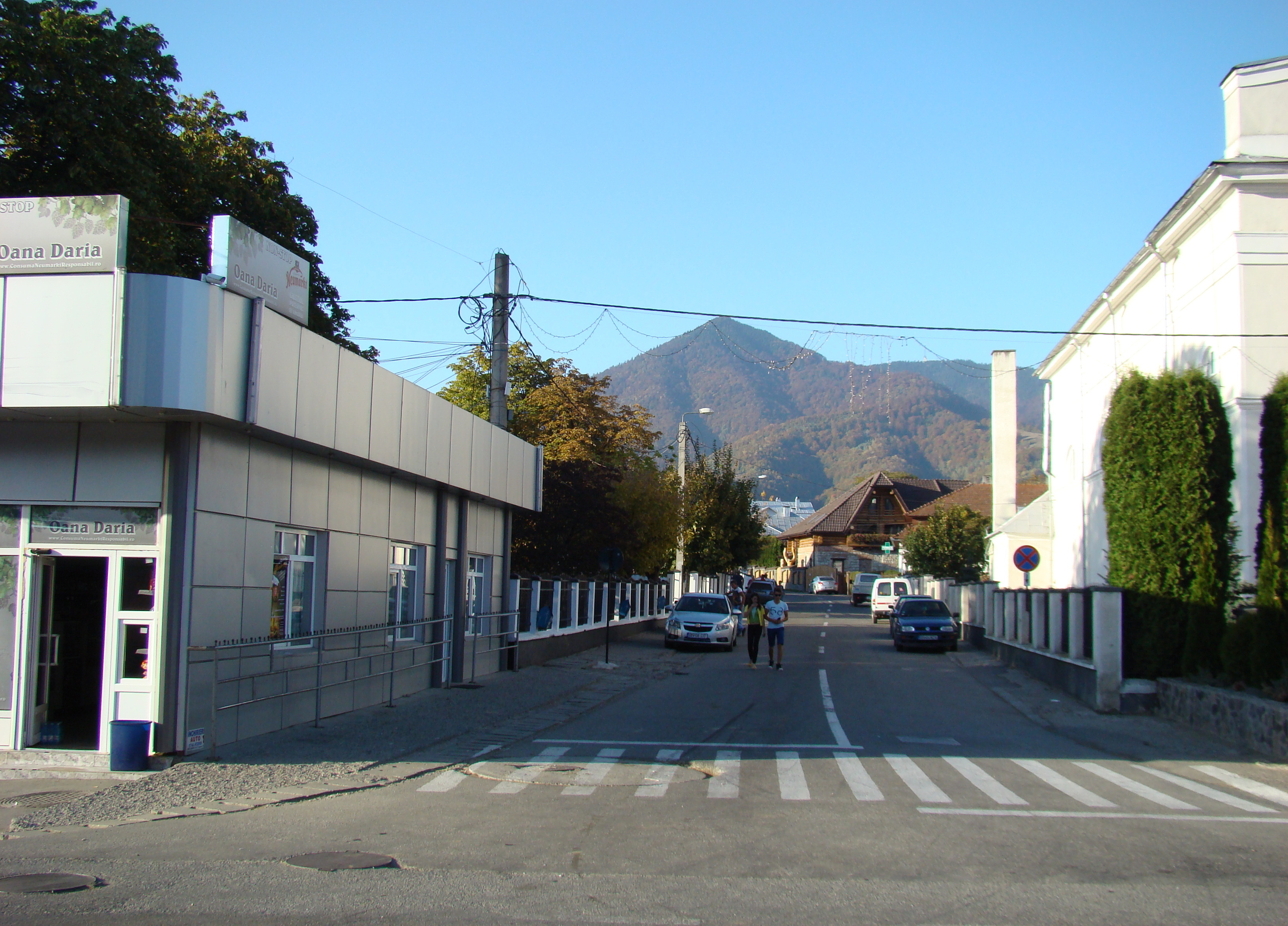